# درآمدی بر مطالعات ادبی تطبیقی
درآمدی بر مطالعات ادبی تطبیقی (به انگلیسی: Comparative Literary Studies: An Introduction) کتابی مقدماتی در زمینهٔ ادبیات تطبیقی از زیگبرت سالمن پراور است که در سال ۱۹۷۳ منتشر شد. ترجمهٔ این کتاب در سال ۱۳۹۳ از سوی انتشارات سمت انتشار یافت.

## نقد و بررسی
علیرضا انوشیروانی این کتاب را از کتاب‌های کلاسیک و ماندگار در حوزهٔ ادبیات تطبیقی می‌داند. 
دِرِک پی. اسکیلز (استاد دانشگاه ملی استرالیا) دربارهٔ این کتاب می‌نویسد: نمی‌توان تحت‌تأثیرِ گسترهٔ مطالعاتیِ پروفسور پراور، آشنایی او با طیفِ گوناگونِ آثار در ادبیاتِ زبان‌های مختلف و آگاهی او از نوشته‌های پژوهشگرانِ متعدد که در سرفصل‌های کتابِ او هویداست، قرار نگرفت. 